# Christian Streiff
Christian Streiff (Sarrebourg, 21 de setembro de 1954) foi CEO da Airbus S.A.S., posição para a qual foi indicado em julho de 2006 e sucedido por Louis Gallois em outubro do mesmo ano. Após sua saída, foi convidado para exercer o cargo de CEO da PSA Peugeot Citroën, dirigindo a empresa a partir de fevereiro de 2007. Em 29 de março de 2009, foi destituído do cargo pela família Peugeot, que detém 45% do capital com direito a voto da empresa.